# Jižní Ural
Jižní Ural je jižní, široká část pohoří Ural mezi středním Uralem na severu, kde hranici tvoří řeka Ufa (poblíž vesnice Nižný Ufalej) a Mugodžarskými pahorky a řekou Ural na jihu. Na západě je ohraničen Východoevropskou rovinou, na východě a jihovýchodě pak Západosibiřskou rovinou, řekou Ural a kazašskými stepmi severně od Aralského jezera. Pohoří Jižní Ural je široké zhruba mezi 40 a 150 kilometry, ale v nejjižnější části se jeho předhůří rozšiřuje až na 250 km. Délka Jižního Uralu je 550 km. Nejvyšším vrcholem je hora Jamantau – 1640 m n. m. Dalším významným vrcholem je Velký Iremel v Iremelském hřebeni.

## Reliéf

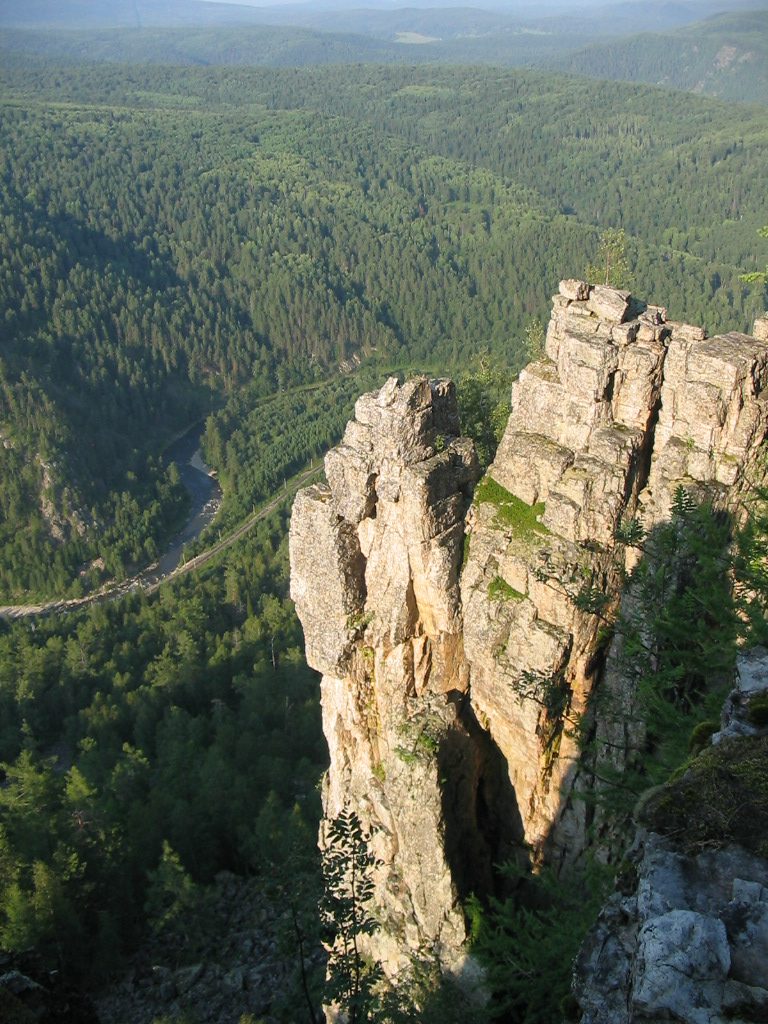
Skály Ajgir a řeka Inzer

Reliéf Jižního Uralu je velmi rozmanitý, s početnými údolími a paralelními hřbety táhnoucími se zčásti jihozápadním směrem, zčásti ve směru poledníku. Osu pohoří tvoří hřeben Uraltau, který tvoří rozvodí mezi povodími řek Volha a Ural. Hřeben leží ve východní části pohoří, kde se táhne v délce 500 km při šířce od 5 do 30 km. Jeho nejvyšším vrcholem je hora Arvjak-Rjaz s výškou 1067 m, jižně od města Běloreck. Střední výška hřebene je 800–900 m a okolní údolí jsou hluboká 400–500 m.

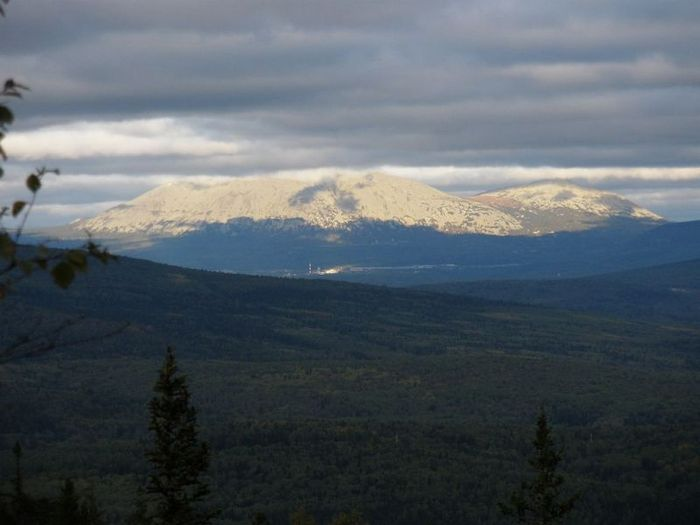
Hora Jamantau – nejvyšší bod Jižního Uralu

Údolí řeky Bělaja (přítok Kamy) odděluje několik vyšších skalnatých paralelních hřebenů. Nejvyššími hřebeny jsou Jamantau, Iremel, Zigalga a Mašak. Pro jejich reliéf jsou charakteristické strmé svahy, široké náhorní plošiny a kamenitá návrší. Svahy nejvyšších masivů jsou pokryty jehličnatými lesy až do nadmořské výšky 1100 m a nad touto linií převládá kamenitý terén. Na náhorních plošinách jsou k vidění obnažená skaliska.
V západní části leží pohoří a hřebeny s průměrnou výškou hodně pod 1000 m, i když ojedinělé vrcholy mohou být i vyšší. Významnějšími hřebeny jsou Zilmerdak, Jurmatau, Kolu a Karatau.
Východní hřebeny Uraltau jsou odbočkami hlavních východních hřebenů Jižního Uralu: Irendyk a Kryktytau, které jsou částečně vulkanického původu. Tyto hory jsou značně zvětralé, jejich vrcholy jsou mírné a plošší, ale tam, kde jsou obnaženy vulkanické horniny, vystupují z terénu strmé skály a skalnaté hřebeny. Na jihu Orenburské oblasti pohoří končí a začíná step a po ní polopustina.

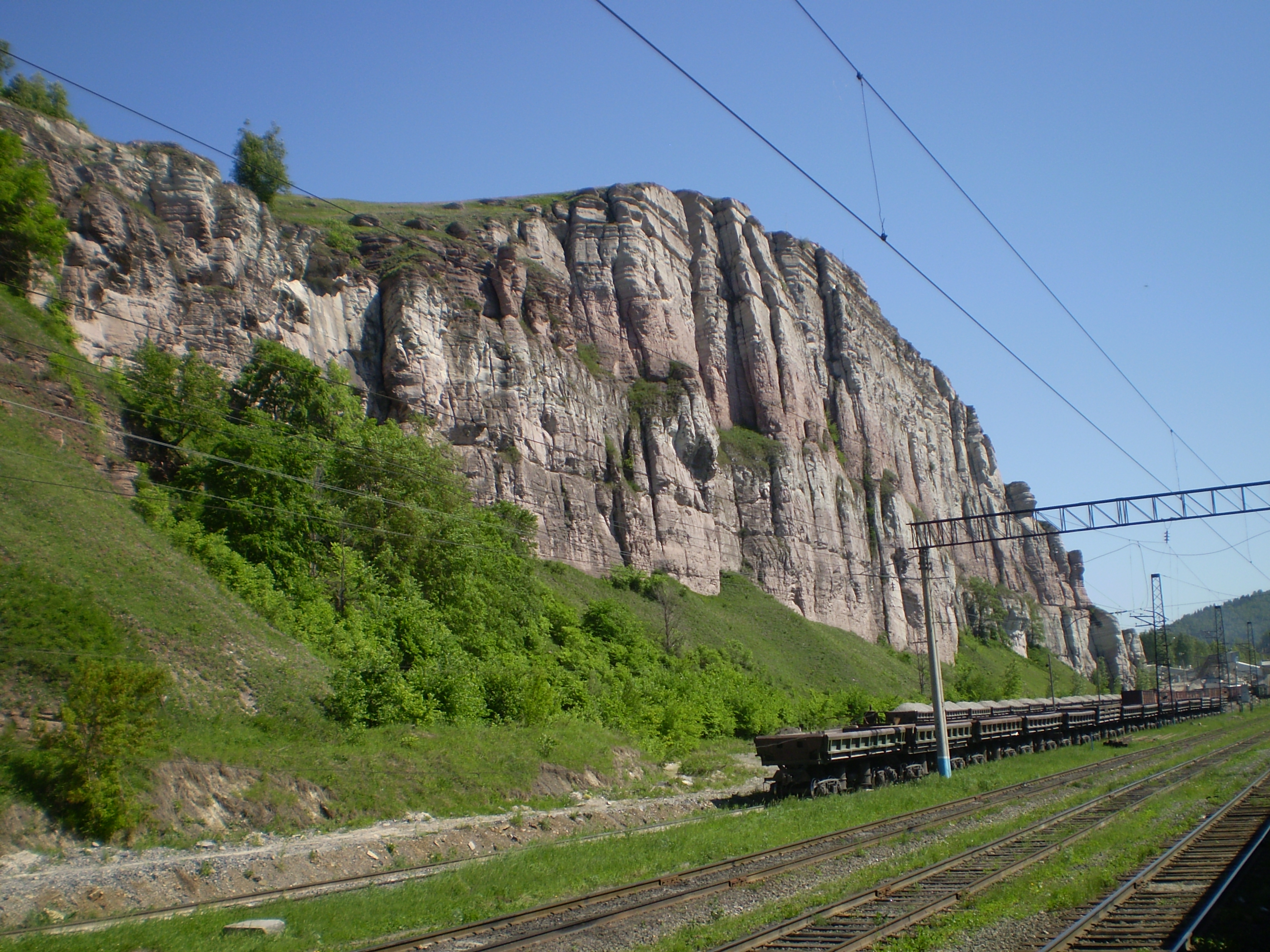
Narůžovělá skála na železniční stanici Minjar

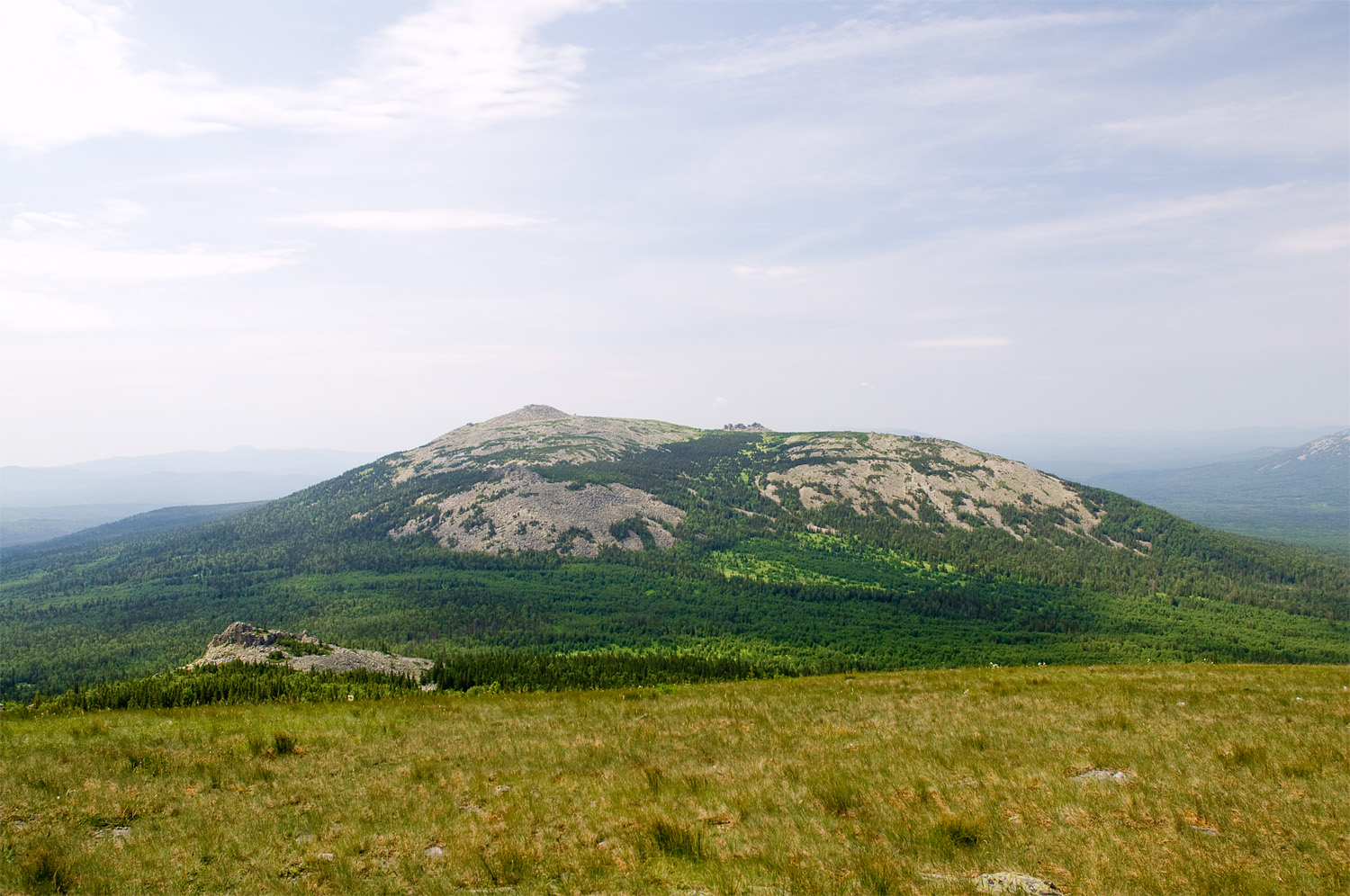
Hora Střední Nurguš v hřebeni Nurguš

Jižní Ural je druhým nejbohatším nalezištěm rud a minerálů, hned po Murmanské oblasti. V horninách Jižního Uralu bylo nalezeno okolo 790 druhů minerálů (v Murmanské okolo 900). Jsou zde také naleziště mnoha druhů polodrahokamů (křišťál, ametyst, granát, achát, topaz, beryl, opál, a mnoho dalších) a významné zásoby měděných a železných rud, stavebních materiálů, ale také zlata.

## Vodstvo

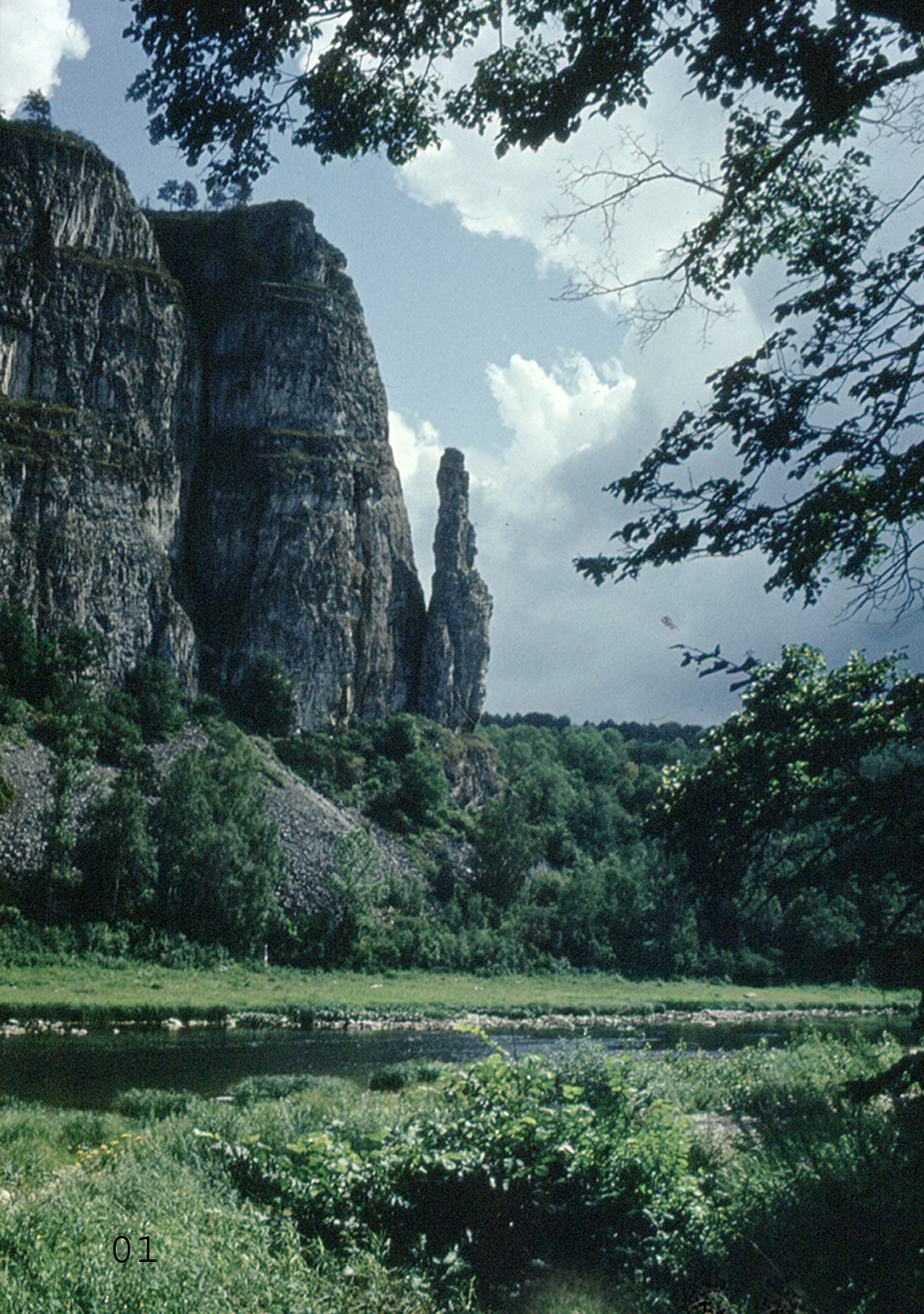
Řeka Bělaja

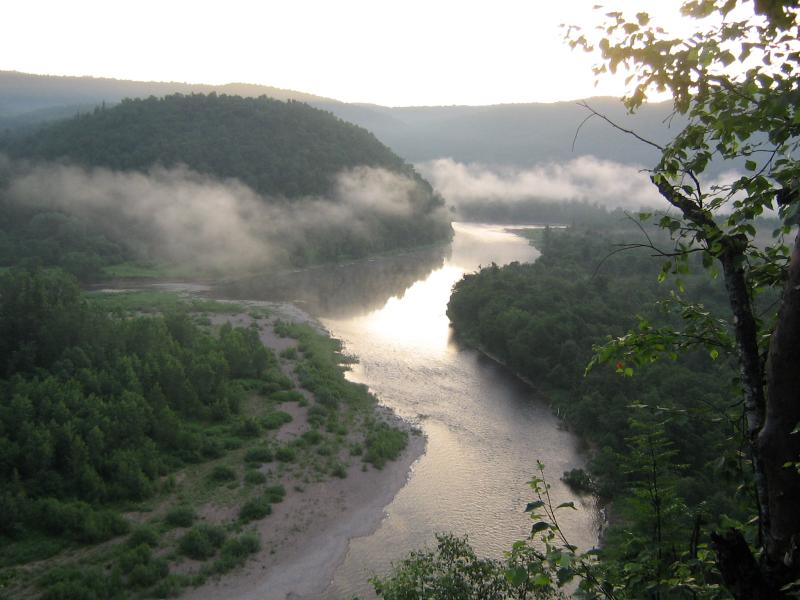
Řeka Inzer

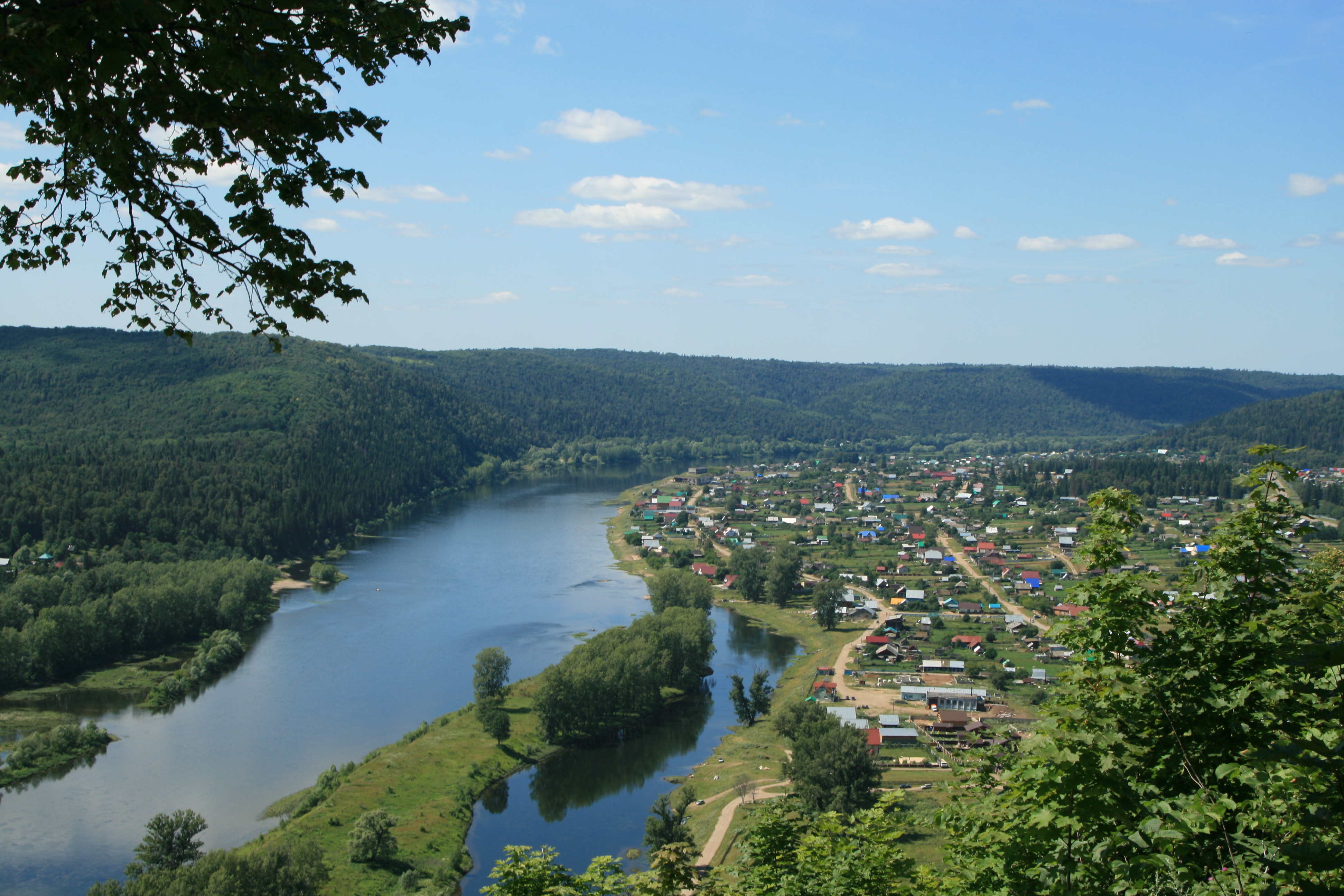
Řeka Ufa, pohled z Lysé hory

Téměř všechny řeky odtékají do Kaspického moře, pouze v severní části se nachází několik řek, náležejících k povodí řeky Ob, neboli k Severnímu ledovému oceánu (jde o řeku Uj, ústící do řeky Tobol a řeku Miass. Hlavní rozvodí řek Bělaja a Ural prochází po hřebeni Uraltau.
Mnohé řeky jsou regulovány. Toky ostatních řek mají převládající šířku 10–30 m (na peřejích 20–50 m), hloubku 0,3–1,0 m a rychlost toku 0,5–0,9 m/s. Dna řek jsou kamenitá, břehy strmé. V zimě řeky zamrzají v polovině listopadu, jen zřídka později, a rozmrzají kolem poloviny dubna, na peřejích začátkem dubna. Tloušťka ledu dosahuje koncem zimy 60–70 cm, na peřejích 20–50 cm. Mnohé menší řeky zamrzají až na dno. Tání nastává v polovině dubna a trvá asi měsíc, kry zvedají vodu do výše 1–3 m, na řece Inzer se může voda vzedmout až do 4 m. V létě a na podzim se díky dešťům voda udržuje na úrovni 20–80 cm. Stav vody na jihouralských řekách silně závisí na množství deště a sněhu.

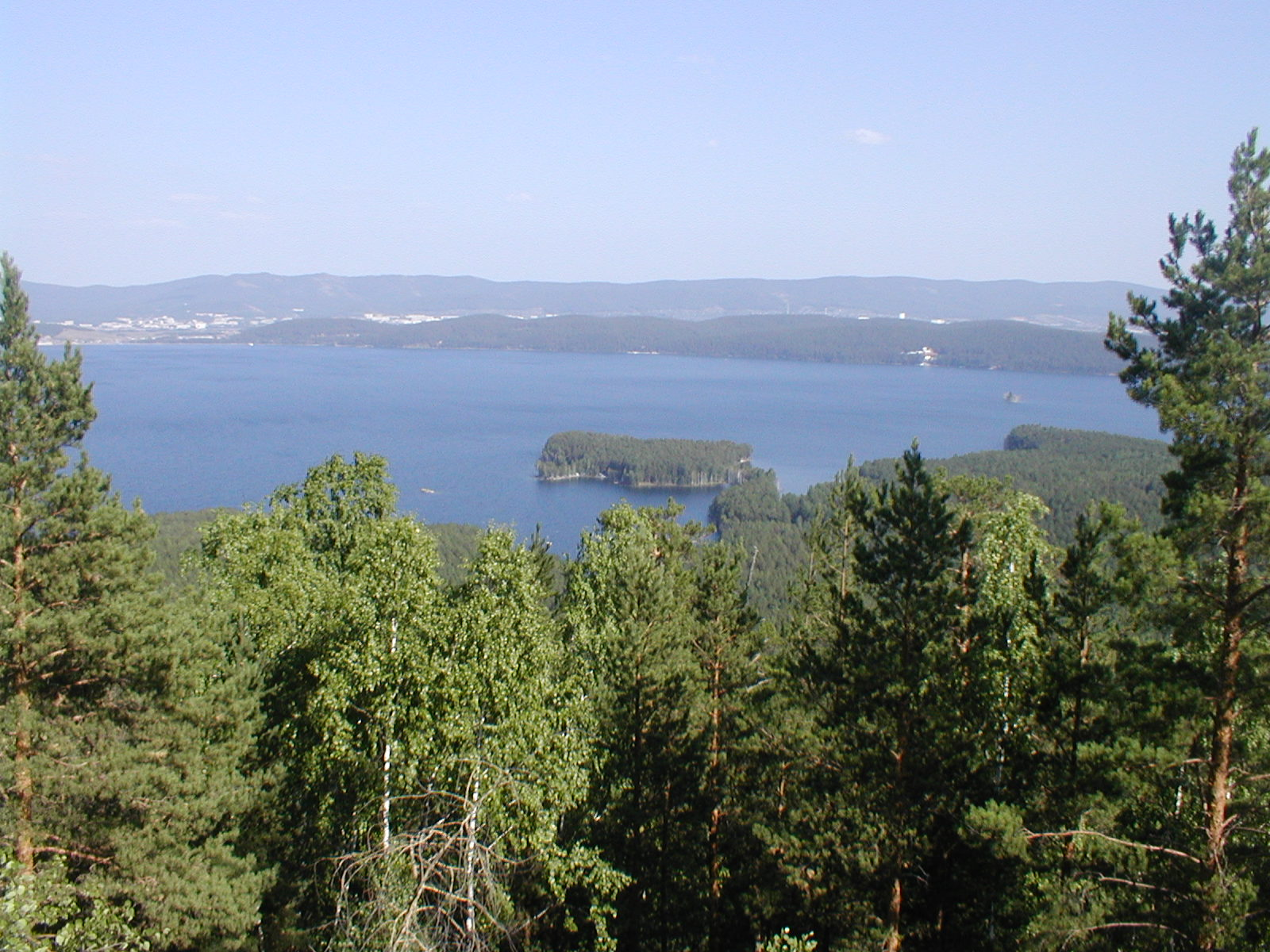
Jezero Turgojak

Východní předhůří Uralu má nejvyšší zavodnění jezery (10–14 % rozlohy regionu), díky početným údolím, vytvořeným tektonickými zlomy. Zvláštním typem jsou krasová jezera na místě krasových proláklin. Jsou obvykle menší, ale velmi hluboká (15–20 m i více).

## Flóra a fauna

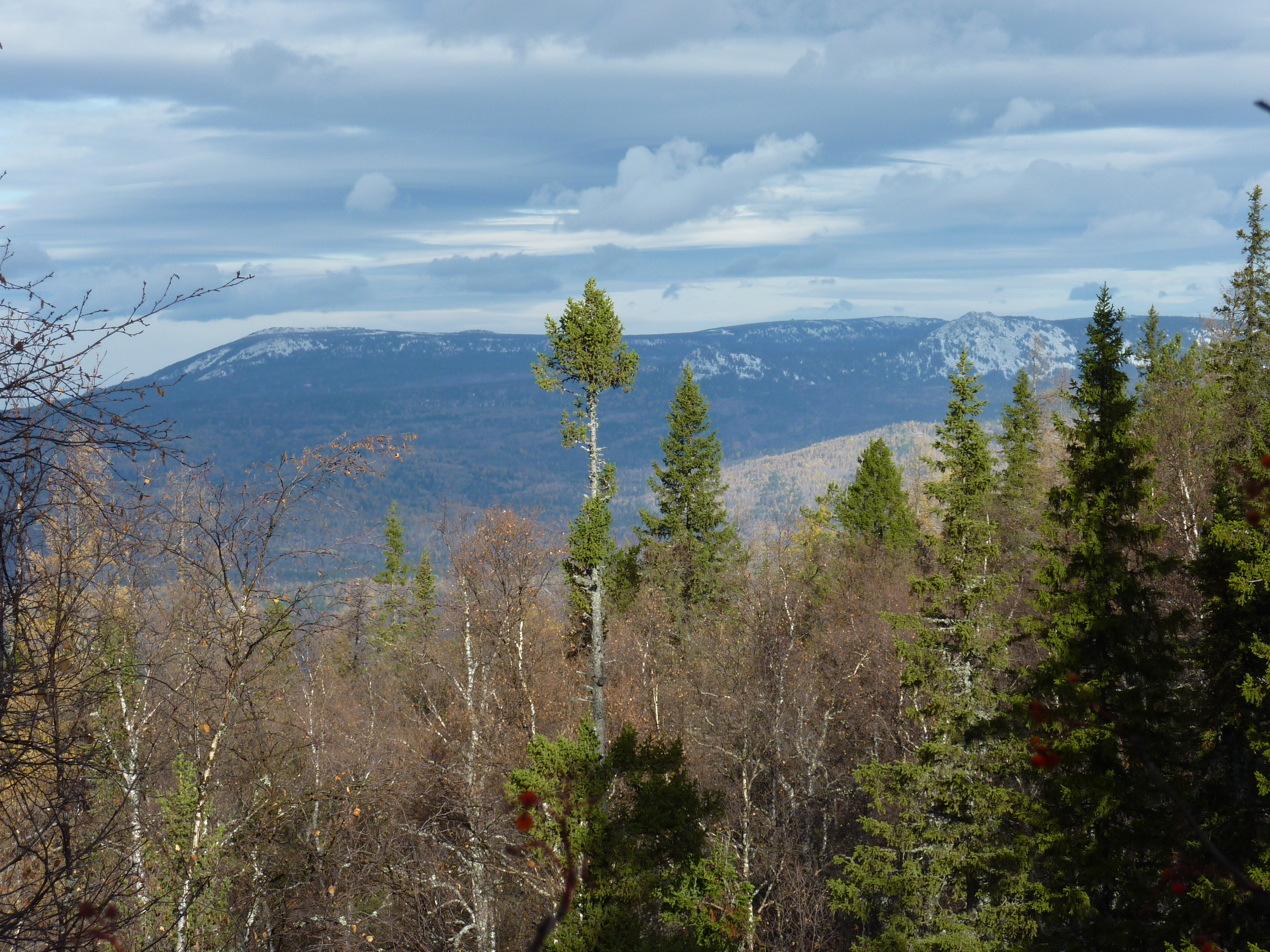
Hřeben Zigalga

Uralské hory jsou významnou klimatickou hranicí, což se projevuje značnými odlišnostmi vegetace na západních (evropských) a východních (asijských) hřebenech a úbočích.[nenalezeno v uvedeném zdroji] Na západních svazích s v nadmořských výškách 205–650 m vyskytují převážně smíšené lesy, v nichž převažují borovice a lípy. V západním předhůří pak vegetace přechází ve výhradně listnaté lesy.

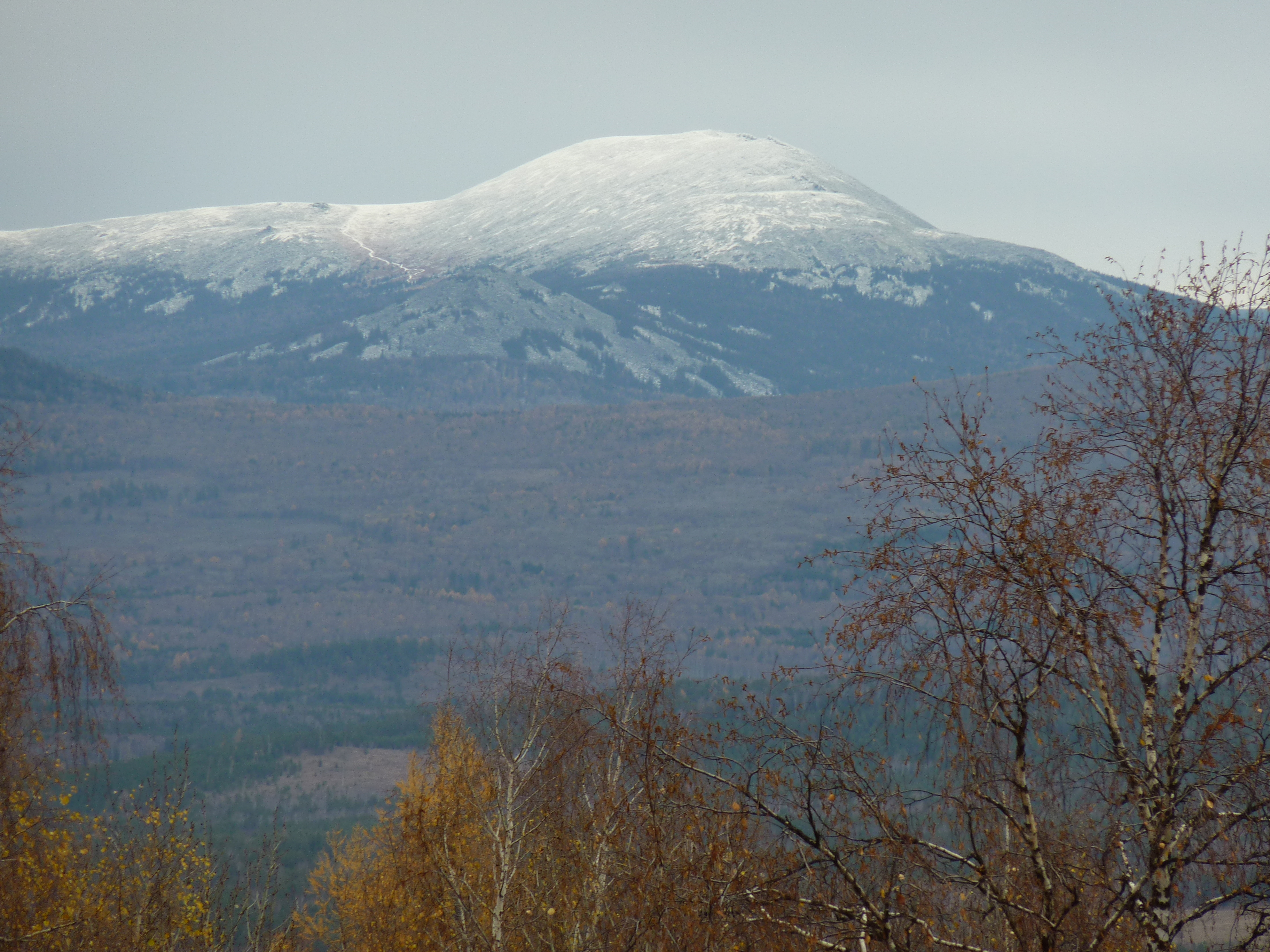
Hora Velký Iremel

Pro zauralské (východní) oblasti jsou spíše charakteristické lesostepi a stepi. V severní části lesostepní zóny se nachází lesy borovicové, jedlovo-borovicové, nebo smíšené borovicovo-březové a stepní porost je tvořen suchoodolnými druhy. V jižní části se nachází lesostep s ostrůvky borových a březových porostů.
Ve vyšších oblastech se nachází kleč a mnoho druhů horských rostlin a mechů.
Stejně jako rostlinstvo, i fauna je na Jižním Urale velmi rozmanitá a liší se podle klimatických zón. Nacházejí se zde všichni typičtí obyvatelé lesa (kuna, zajíc, rys, liška, vlk, ale i velká zvířata jako los či medvěd) a stepi (sysel, apod.). V zimě je k vidění bílá polární sova, v létě množství tažných ptáků (pelikán, jeřáb) ale i orel.

## Administrativně – teritoriální uspořádání
Na území Jižního Uralu se nachází dva federální okruhy Ruské federace – Povolžský a Uralský – a také subjekty podřízené Ruské federaci (Baškortostán, Orenburská oblast a Čeljabinská oblast)

## Ekologické problémy Jižního Uralu
Jižní Ural má sice jedinečnou přírodu, ale je také, právě díky svému nerostnému bohatství, průmyslovou oblastí. Hornictví, hutnictví, těžké strojírenství, cementárny a s nimi související energetika – to jsou právě ta odvětví průmyslu, která, pokud nejsou pod intenzivní kontrolou, mají potenciál přírodu silně znečišťovat.
První známou devastující katastrofou na Jižním Urale se stala v roce 1957 exploze nukleárního odpadu v zařízení Majak, která zamořila rozsáhlou část Jižního Uralu. Deset let po explozi roznesl vítr radioaktivní prach z vyschlého jezera na řadu vesnic v oblasti, kde následně prudce vzrostla nemocnost chorobami způsobenými radioaktivitou. Situaci tehdy zhoršilo to, že vláda Sovětského svazu se snažila situaci držet v tajnosti.
K dalšímu úniku radioaktivního materiálu, pravděpodobně ze stejného zařízení, došlo v listopadu 2017, kdy se z oblasti rozšířil radioaktivní mrak nad Evropu.
Další ekologickou katastrofou se v červenci 2020 stal únik znečištěné vody z opuštěného dolu v jižní části pohoří Ural, zhruba 100 kilometrů od Jekatěrinburgu. Publikované fotografie katastrofy ukazují oranžovou krajinu a mléčně barevnou vodu. Oblast znečištění se nachází na okraji 100 let starého Ljovičinského dolu, který je od roku 2003 uzavřen. Komentáře ke katastrofě zmiňují i další dříve nereportované podobné havárii v oblasti.